# همفري قاولد
همفري قاولد (بالإنجليزية: Humphrey Gould) هو مجدف نيوزيلندي، ولد في القرن العشرين، وتوفي في 19 سبتمبر 2000.

## روابط خارجية
- همفري قاولد على موقع اتحاد ألعاب الكومنولث (مؤرشف) (الإنجليزية)